# Andrej Ippolitovič Vil'kickij
Andrej Ippolitovič Vil'kickij (in russo Андрей Ипполитович Вилькицкий?; Minsk, 1 o 13 giugno 1858 – San Pietroburgo, 26 o 11 marzo 1913) è stato un cartografo e geodeta russo, e un esploratore polare.

## Biografia
Nato nel governatorato di Minsk, si è laureato presso l'Accademia Navale Kuznetsov di San Pietroburgo, nel 1880, con specializzazione in idrografia.
Nel 1887 ha condotto studi sulla gravità nella Novaja Zemlja. Tra il 1894 e il 1901, ha esplorato e supervisionato gli studi idrografici alla foce del Pečora e dell'Enisej, nel golfo dello Enisej, nel golfo dell'Ob' e nel mare di Kara meridionale.
Dal 1907 è stato a capo del dipartimento idrografico del Ministero della Marina ed è stato nominato nel 1909 ammiraglio di squadra e, nel 1912, su sua iniziativa è stato istituito uno speciale corpo idrografico. Vil'kickij ha dedicato la sua vita alla sicurezza della navigazione; ha stabilito le modalità di calcolo dell'idrogramma di deflusso e la pubblicazione di grafici. Sotto la sua guida, è stato sviluppato il piano trentennale idrografico per tutti i mari della Russia e il piano decennale per la costruzione di fari. Gli studi di Vil'kickij sono stati di grande importanza per la marina russa. È stato insignito degli ordini di San Stanislao, di San Vladimiro (di III classe), e di Sant'Anna (di III classe).
Suo figlio Boris Vil'kickij è stato anch'egli un noto esploratore, cartografo e geodeta.

## Luoghi dedicati
Portano il nome di Vil'kickij in onore di Andrej Ippolitovič e del figlio Boris Andreevič:
- Lo stretto di Vil'kickij, tra la penisola del Tajmyr e l'isola Bolscevica (Severnaja Zemlja).
- L'Isola di Vil'kickij, una delle isole De Long che fanno parte dell'arcipelago delle isole della Nuova Siberia.
- L'isola di Vil'kickij nel mare di Kara.
- Le isole di Vil'kickij nell'arcipelago di Nordenskiöld.
- Le isole di Vil'kickij nel mare di Laptev.
- Capo Vil'kickij (Мыс Вилькицкого) 76°59′26″N 67°34′14″E, sulla punta nord dell'isola Severnyj (Novaja Zemlja). Un golfo, un monte e un ghiacciaio sulla stessa isola.
- Capo Vil'kickij, in fondo al golfo Čekina, sulla costa orientale di Severnyj 73°40′20″N 56°45′15″E.